# خوان اوتيز
خوان اوتيز (بالإسبانية: Juan Esteban Ortiz)‏ (29 أغسطس 1987 بميديلين في كولومبيا - ) هو لاعب كرة قدم كولومبي في مركز الوسط. لعب مع أتليتيكو هويلا وإنديبندينتي ميديلين ونادي دالاس ونادي ميلوناريوس.

## وصلات خارجية
- خوان اوتيز على موقع الدوري الأمريكي (الإنجليزية)
- خوان اوتيز على موقع قاعدة بيانات كرة القدم.إي يو (الإنجليزية)
- خوان اوتيز على موقع Soccerway.com (الإنجليزية)
- خوان اوتيز على موقع AS.com (الإسبانية)